# Peio Dufau
Pour les articles homonymes, voir Dufau.
Peio Dufau, né le 30 mai 1979 à Saint-Jean-de-Luz, est un homme politique, syndicaliste et cheminot français.
Membre du parti régionaliste basque Euskal Herria Bai, il est élu député dans la 6e circonscription des Pyrénées-Atlantiques en 2024.

## Biographie
Peio Dufau est employé de la SNCF depuis 1999, où il travaille en tant qu'agent de maîtrise sur des chantiers de bâtiments ferroviaires.
Il s'engage par ailleurs à la Confédération générale du travail (CGT), avec laquelle il prend part à des luttes syndicales comme la défense du fret ferroviaire en solution au transport des marchandises par camions ou le rétablissement de la ligne de train de nuit liant Paris et Hendaye. Il est aussi engagé contre la réforme des retraites en 2023.
Père d'une enfant atteinte du syndrome de Wolfram, il est notamment engagé au sein du Téléthon,.
Avec Miren Eyherabide, il forme en 2017 le groupe musical basquophone Iluma, qui sort son deuxième album en 2024. 

## Parcours politique
Peio Dufau est depuis 2020 conseiller municipal et, jusqu'en juillet 2024, adjoint à l'urbanisme de la commune de Ciboure, où il vit avec sa famille. Lors du conseil municipal du 1er août 2024, il présente sa démission d'adjoint et Antton Billiotte, précédemment délégué municipal au sport est élu adjoint chargé des travaux et du sport tandis que Jean-Pierre Lehman est nommé conseiller délégué chargé de l’urbanisme.
En 2022, il est le candidat Euskal Herria Bai aux législatives dans la 6e circonscription des Pyrénées-Atlantiques,. Il obtient 7 627 voix et 14,55% des suffrages exprimés au premier tour,.
En juin 2024, il est investi par le Nouveau Front populaire, à l'issue de l'adhésion de son parti, Euskal Herria Bai, à cette coalition et arrive en tête au premier tour avec 21 650 voix et 29,42 % des suffrages exprimés. Au second tour, il remporte une triangulaire, contre les candidats du Rassemblement national et du Mouvement démocrate, avec 27 117 voix et 36,28 % des suffrages exprimés.
Le 8 juillet 2024, alors qu'il est le premier abertzale à être élu député depuis Michel Labéguerie en 1962, Le Monde lui consacre un article de fond. Le 17 juillet 2024, France 3 couvre son arrivée à l'Assemblée nationale en compagnie d'Iñaki Echaniz et Colette Capdevielle, les députés socialistes du Nouveau Front populaire des 4e et 5e circonscriptions des Pyrénées-Atlantiques. À l'Assemblée, il siège comme apparenté au groupe socialiste et fait partie de la commission du développement durable et de l'aménagement du territoire.
Peio Dufau a voté le 16 janvier 2025 à l'Assemblée nationale la motion de censure déposée par La France insoumise le 14 janvier 2025.